# Тяжино (Московская область)
Тя́жино — деревня в Раменском муниципальном районе Московской области. Входит в состав сельского поселения Софьинское. Население — 185 чел. (2010).

## Название
Название Тяжино встречается в письменных источниках со второй половины XVIII века. В середине XIX века для отличия от Каменного Тяжина деревня получила название Дальнее Тяжино, однако оно не укрепилось в употреблении. Название связано с некалендарным личным именем Тяга.

## География
Деревня Тяжино расположена в западной части Раменского района, примерно в 12 км к юго-западу от города Раменское. Высота над уровнем моря 138 м. В 2 км к востоку от деревни протекает река Москва. К деревне приписано 4 СНТ. Ближайший населённый пункт — село Кривцы.

## История
В 1926 году деревня являлась центром Тяжинского сельсовета Велинской волости Бронницкого уезда Московской губернии.
С 1929 года — населённый пункт в составе Бронницкого района Коломенского округа Московской области. 3 июня 1959 года Бронницкий район был упразднён, деревня передана в Люберецкий район. С 1960 года в составе Раменского района.
До муниципальной реформы 2006 года деревня входила в состав Тимонинского сельского округа Раменского района.

## Население
| 1926 | 2002 | 2010 |
| ---- | ---- | ---- |
| 331  | ↘73  | ↗185 |

В 1926 году в деревне проживало 331 человек (139 мужчин, 192 женщины), насчитывалось 73 крестьянских хозяйства. По переписи 2002 года — 73 человека (34 мужчины, 39 женщин).